# Benno Niggemeyer

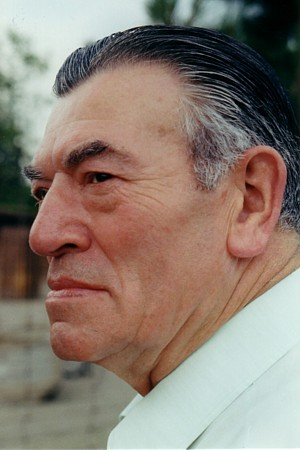
Benno Niggemeyer (1976)

Benno Anton Niggemeyer (* 12. September 1912 in Dortmund; † 16. Dezember 1980 ebenda) war im Widerstand gegen das NS-Regime als Nachrichtenkurier tätig.

## Leben
Niggemeyer wurde 1912 als Sohn eines Schneidermeisters geboren. 1930 trat er in die Zentrumspartei und in den Windthorstbund ein. Bis 1937 war er bei dem jüdischen Bankhaus Gebr. Stern tätig. Nach dessen Schließung durch die Nationalsozialisten arbeitete er bei der Beamtenbank Dortmund.
Ab 1935 bis zu Beginn des Krieges 1939 war er Mitarbeiter der in den Niederlanden erscheinenden katholischen Wochenzeitung "Der Deutsche Weg", die von dem emigrierten katholischen Arbeitersekretär Josef Wilhelm Steinhage und Pater Friedrich Muckermann SJ herausgegeben wurde. Von Niggemeyer erschienen unter dem Pseudonym "Paolo Marconi" oder anonym immer wieder Beiträge in der Zeitung, in denen er von der Situation der Kirche in Dortmund berichtete. Er transportierte seine Manuskripte per Fahrrad über die Grenze nach Oldenzaal oder er beförderte sie durch Einwurf in den Bahnpostwagen des Schnellzugs Warschau-Paris. Exemplare der Zeitung brachte er nach Dortmund zurück, wo er sie an Gesinnungsfreunde verteilte. Hier beteiligte er sich darüber hinaus an der Verteilung anderer kirchlicher Schriften und hatte enge Verbindung mit der Jesuiten-Niederlassung in der Arndtstrasse.
1941 wurde er zum Kriegsdienst eingezogen, aus dem er jedoch wegen eines Augenleidens bereits nach drei Monaten wieder entlassen wurde. Unmittelbar nach Kriegsschluss suchte er Kontakt zu seinen politischen Freunden und war Mitbegründer der CDU in Westfalen.
Ab 1946 arbeitete er als CDU-Parteisekretär – später Kreisgeschäftsführer – in Dortmund und arbeitete in dieser Funktion auch mit Konrad Adenauer zusammen. Von 1956 bis 1969 war Benno Niggemeyer Mitglied des Stadtrats in Dortmund. 1964 übernahm er die Stelle des Personalleiters bei Hoesch-Export in Dortmund.
Während seines politischen Wirkens ging es ihm immer wieder um eine Ordnung nach christlich-sozialen Vorstellungen. So arbeitete er besonders eng mit den evangelischen Freunden zusammen, zu denen er über Christian Ebert und Gustav Hötter die Brücke geschlagen hatte. In Anerkennung seiner Verdienste wurde ihm am 1966 der Ehrenring der Stadt Dortmund verliehen.
Niggemeyer, der regen Anteil am kirchlichen Leben der katholischen St. Patrokli-Gemeinde in Kirchhörde nahm, starb am 16. Dezember 1980.

## Ehrungen
2002 wurde ihm zu Ehren der Benno-Niggemeyer-Weg in Dortmund-Menglinghausen benannt. Sein Widerstand gegen das NS-Regime wird auch in der Ausstellung in der Steinwache Dortmund gewürdigt.